# Frank Glass
Cecil Frank Glass (geboren am 25. März 1901 in Birmingham, gestorben am 21. April 1988 in Los Angeles) war ein britisch-südafrikanischer Kommunist bzw. Trotzkist, der auch in der Republik China und in den USA aktiv war.

## Biografie
Glass kam Ende 1908 oder Anfang 1909 mit seinen Eltern und seinem Bruder aus England nach Kapstadt, kurz vor dem Zusammenschluss der vier Kolonien. Von 1918 bis 1921 arbeitete er für verschiedene Betriebe, zunächst als Laufbursche, später als Buchhalter.
Glass war der jüngste Delegierte zum Gründungsparteitag der Kommunistischen Partei Südafrikas im Jahr 1921. Er wurde der erste Vollzeitfunktionär der Partei.
1928 wurde Glass Trotzkist. Ebenfalls Ende der 1920er Jahre stellte er enge Kontakte zu Chinesen in Johannesburg her.
1931 ging Glass nach Shanghai und arbeitete dort als Journalist für mehrere englischsprachige Zeitungen (u. a. den China Weekly Review) sowie als Radioreporter.
Von 1934 bis 1938 war er führend in der trotzkistischen Bewegung in China tätig und galt als wichtiger China-Experte der Vierten Internationale.
1941 ging Glass in die USA und wurde ein prominentes Mitglied der amerikanischen Socialist Workers Party.

## Denkmal
Im Elysian Park im Stadtviertel Echo Park von Los Angeles befindet sich ein Denkmal für Frank C. Glass und seine Lebensgefährtin Grace E. Simons, die sich für den Erhalt des zweitgrößten Parkes der Stadt eingesetzt hatten.

## Pseudonyme
Glass benutzte u. a. die Pseudonyme Li Furen (Li Fu-jen), Frank Graves und John Liang.